# 聖何塞德爾波特雷羅
聖何塞德爾波特雷羅（西班牙語：San José del Potrero），是洪都拉斯的城鎮，位於該國中西部，由科馬亞瓜省負責管轄，面積198.9平方公里，海拔高度748米，2001年人口5,298，人口密度每平方公里26.64人。
14°50′0″N 87°17′0″W / 14.83333°N 87.28333°W